# Hành hạ dương vật và tinh hoàn

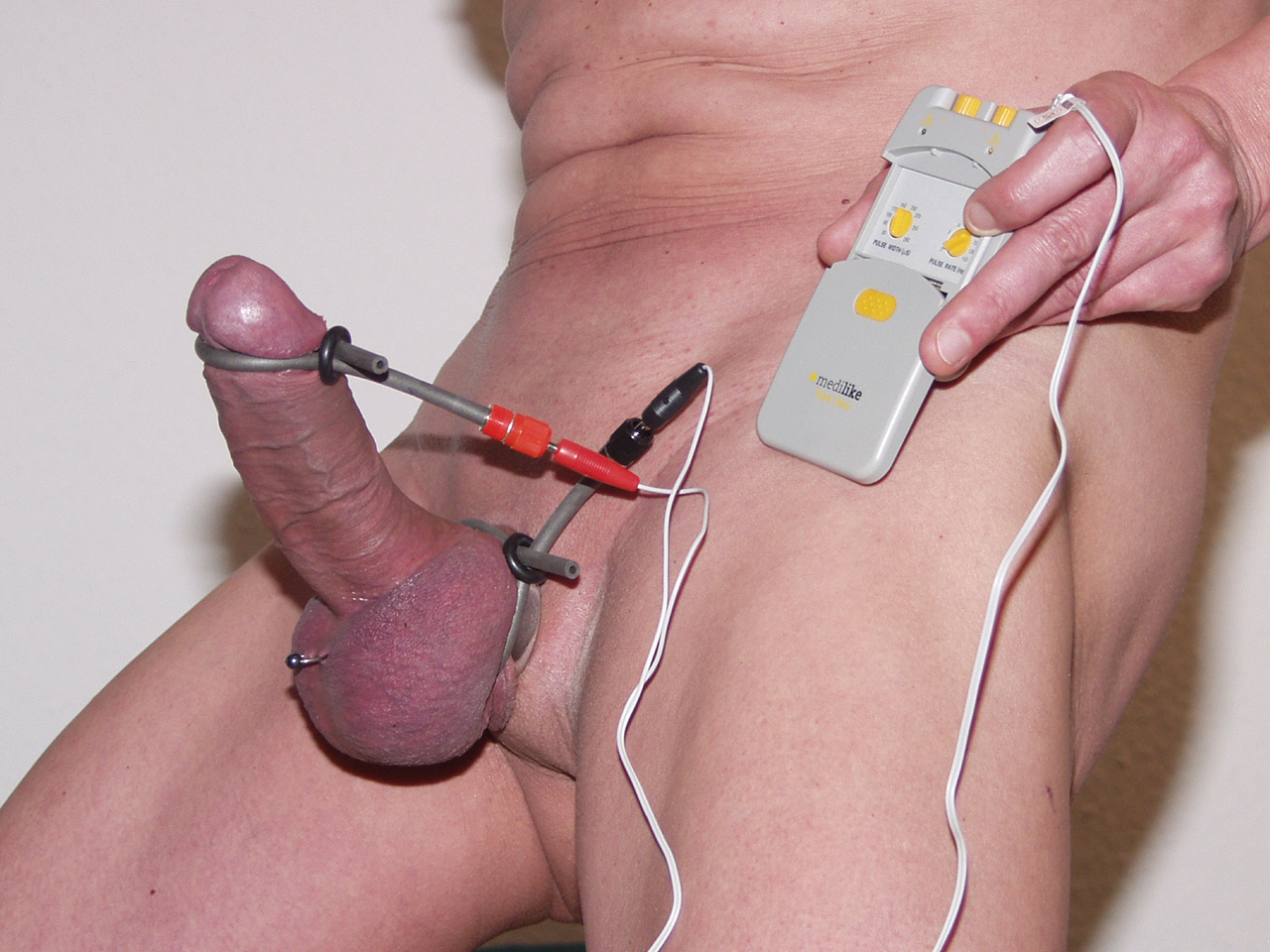
Ví dụ về việc kích thích điện vào dương vật và tinh hoàn, sử dụng các vòng kim loại.

Hành hạ dương vật và tinh hoàn, hay còn gọi thông tục là Hành hạ chim và dái hoặc Hành hạ cu và dái (tiếng Anh: Cock and ball torture, viết tắt: CBT), là một cụm từ thông tục để chỉ hoạt động tình dục bao gồm việc gây đau đớn hoặc siết chặt bộ phận sinh dục nam. Nó có thể bao gồm các hoạt động gây đau đớn trực tiếp, như là giật lông, đánh vào bộ phận sinh dục, vắt ép, bóp, đánh đập hạ bộ, quất mạnh, nghịch ống đái, hành hạ mơn trớn, kích điện tình dục hoặc thậm chí là đá, sút. Người chịu những sự hành hạ trên có thể có được khoái lạc vì thích đau đớn, hoặc cảm xúc thích thú nhờ việc hành hạ tình dục, hoặc biết rằng điều đó sẽ gây cảm hứng cho bạn tình bạo dâm ở vai thống trị. Nhiều hoạt động hành hạ này có thể gây nguy hại cho sức khỏe.

## Đánh đập hạ bộ (Ball-busting)

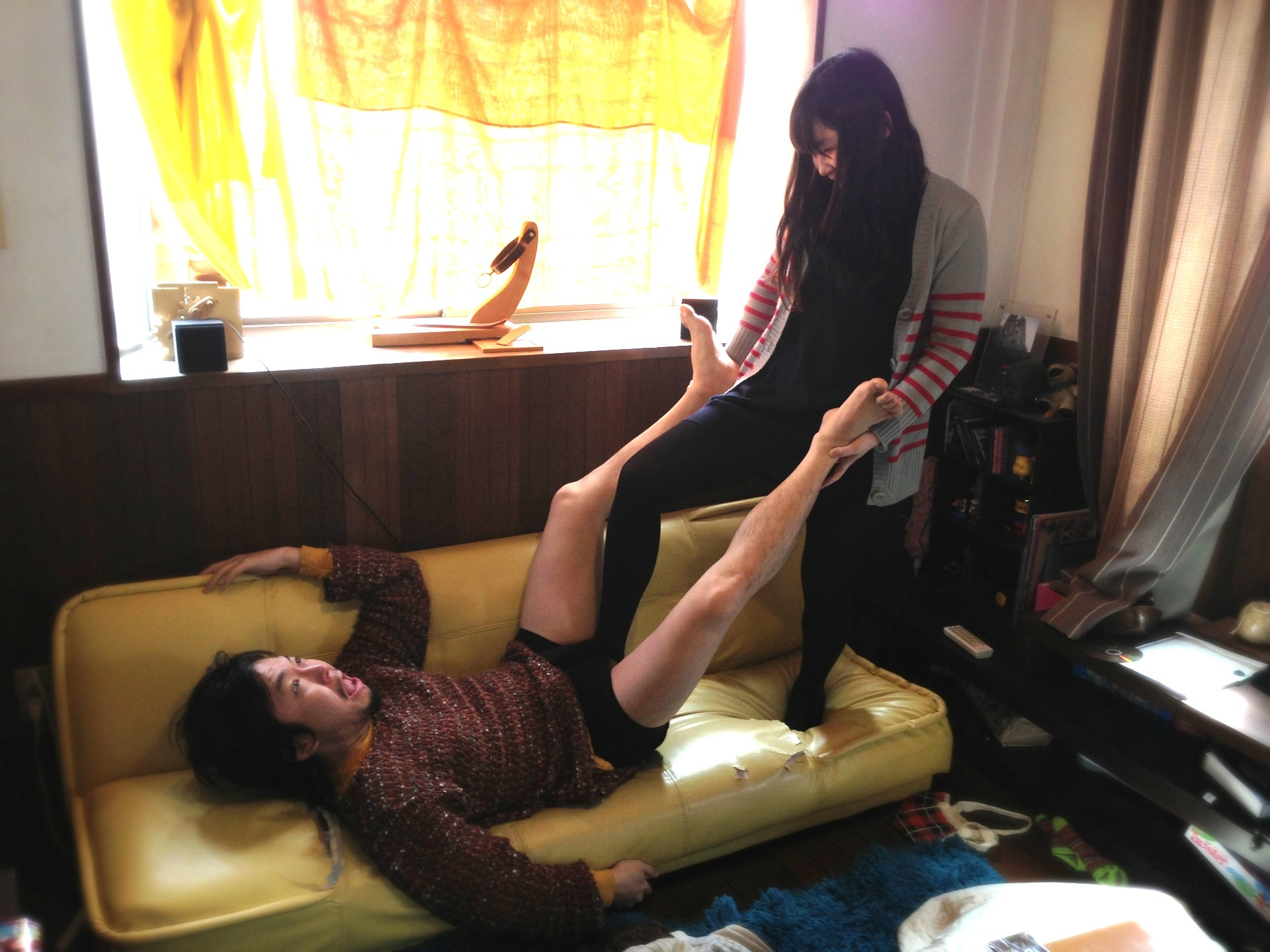
Người phụ nữ dùng chân giẫm đạp lên dương vật và tinh hoàn của người đàn ông

"Đánh đập hạ bộ" (Ball-busting) là một dạng CBT mà ở đó tinh hoàn của một người đàn ông bị đá, lên gối, đấm hoặc vắt ép, bóp. Thêm vào vai trò không thường xuyên của nó trong thể loại khiêu dâm BDSM thì Tamakeri (玉蹴り) (theo nghĩa đen là đá vào hạ bộ) là một thể loại riêng biệt ở Nhật Bản. Giống với nhiều hoạt động khác trong mục này, nó gây nguy hại đáng kể cho sức khỏe, bao gồm khả năng bị tổn hại vĩnh viễn cho tinh hoàn thông qua tổn thương tinh hoàn.

## Dụng cụ căng dái (Ball stretcher)

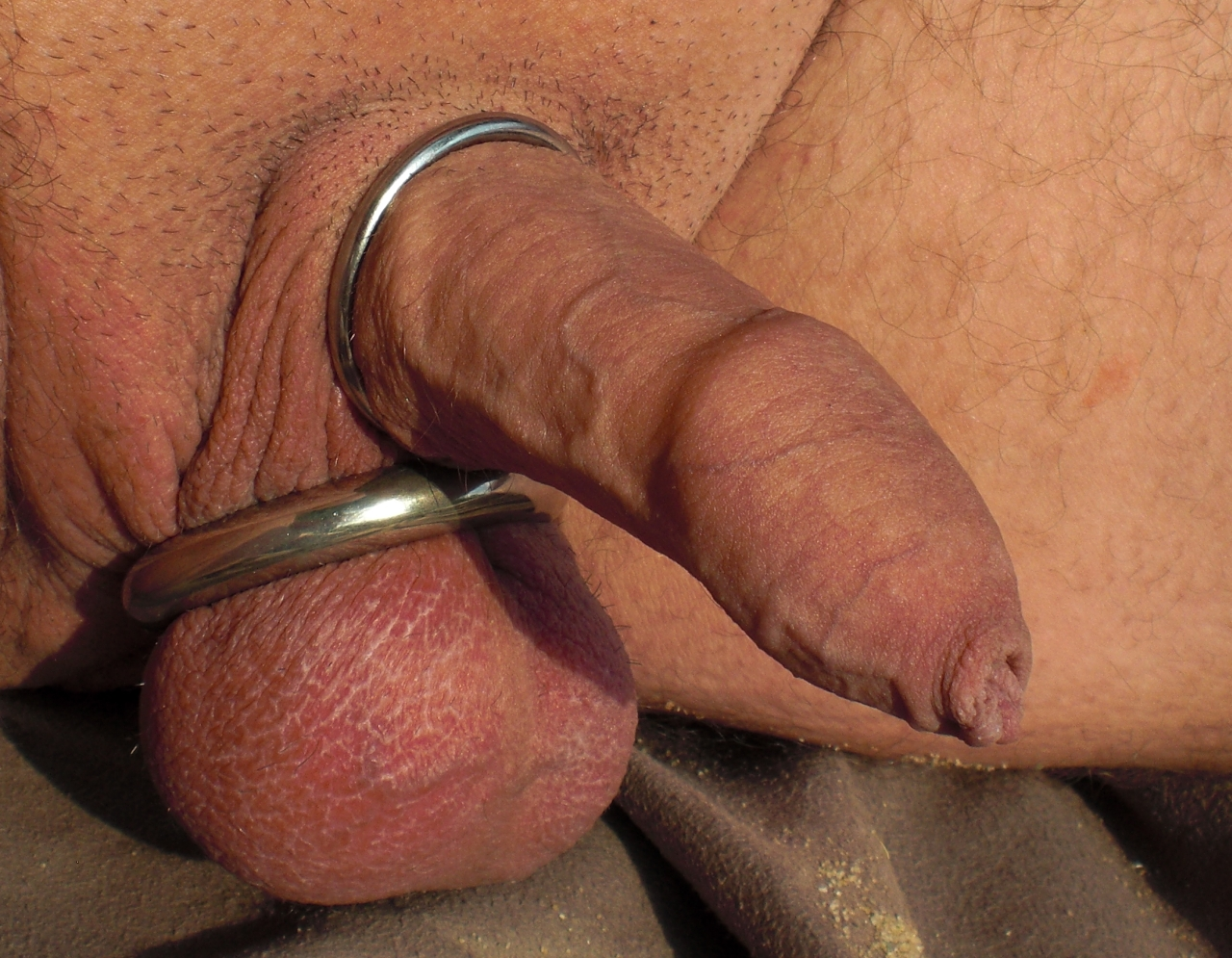
Một dụng cụ căng dái bằng kim loại và chiếc đai chim

Dụng cụ căng dái là một đồ chơi tình dục được dùng để kéo dài bìu dái ra và mang đến cảm giác về sức nặng lôi kéo, giật tinh hoàn ra khỏi cơ thể. Nó đặc biệt có thể gây khoái cảm cho người đeo vì nó có thể làm cho cực khoái mãnh liệt, dữ dội hơn cũng như tinh hoàn tránh bị tuột đi mất. Với mục đích làm cho tinh hoàn của ai đó vĩnh viễn bị kéo xuống thấp hơn nhiều so với trước đó (nếu được dùng đều đặn thường xuyên trong những khoảng thời gian kéo dài), đồ chơi tình dục này có thể tiềm ẩn gây nguy hại cho bộ phận sinh dục nam vì sự lưu thông máu có thể dễ dàng bị ngưng lại nếu siết quá chặt.
Trong khi dụng cụ căng dái làm bằng da là thông dụng nhất, thì những mẫu khác gồm có một loại sản phẩm những chiếc vòng bằng thép buộc chặt bằng đinh vít, gây thêm sức nặng khó chịu nhưng chỉ vừa phải cho tinh hoàn của người đeo. Độ dài của dụng cụ căng dái có thể thay đổi từ 1-4 inch, và những mẫu bằng thép có thể nặng tới 5 pound. Một dạng nguy hiểm hơn của dụng vụ căng dái có thể tự chế tạo một cách đơn giản với dây thừng quấn vòng quanh hoặc cả chùm cuốn xung quanh bìu dái của một người cho đến cuối cùng khi nó được kéo căng đến độ dài muốn có.

## Dụng cụ kẹp dái (Ball crusher)
Dụng cụ kẹp dái là một thiết bị làm từ kim loại hoặc thường là acrylic trong, ép chặt tinh hoàn một cách từ từ bằng cách quay đai ốc hoặc đinh vít. Nó được kẹp chặt như thế nào phụ thuộc vào sức chịu đau của người được đeo. Một dụng cụ kẹp dái thường được kết hợp với cảnh nô lệ trong BDSM hay với bạn tình hoặc tự một mình.

## Ô dù (Parachute)
Parachute là một chiếc vành nhỏ, thường làm từ da, dùng để bó chặt xung quanh bìu dái, và từ vật nặng nào có thể được treo. Nó có dạng hình nón với ba hoặc bốn dây xích ngắn treo ở dưới, tới vật nặng nào đó để có thể buộc chặt.
Được dùng như một phần của việc hành hạ dương vật và tinh hoàn trong mối quan hệ BDSM, parachute mang đến sự lôi kéo liên tiếp và tác động vắt ép lên tinh hoàn. Vật nặng vừa phải khoảng 3–5 kg có thể được treo lên, nhất là trong cảnh nô lệ, mặc dù đôi khi trọng lượng cao hơn nhiều lại được dùng đến. Vật nặng nhỏ hơn có thể được dùng khi người nam đeo nó tự do di chuyển; tác động xoay của vật nặng có thể làm hạn chế sự di chuyển đột ngột, cũng như mang đến sự kích thích thị giác cho bạn tình ở vai thống trị.

## Dụng cụ làm nhục (Humbler)

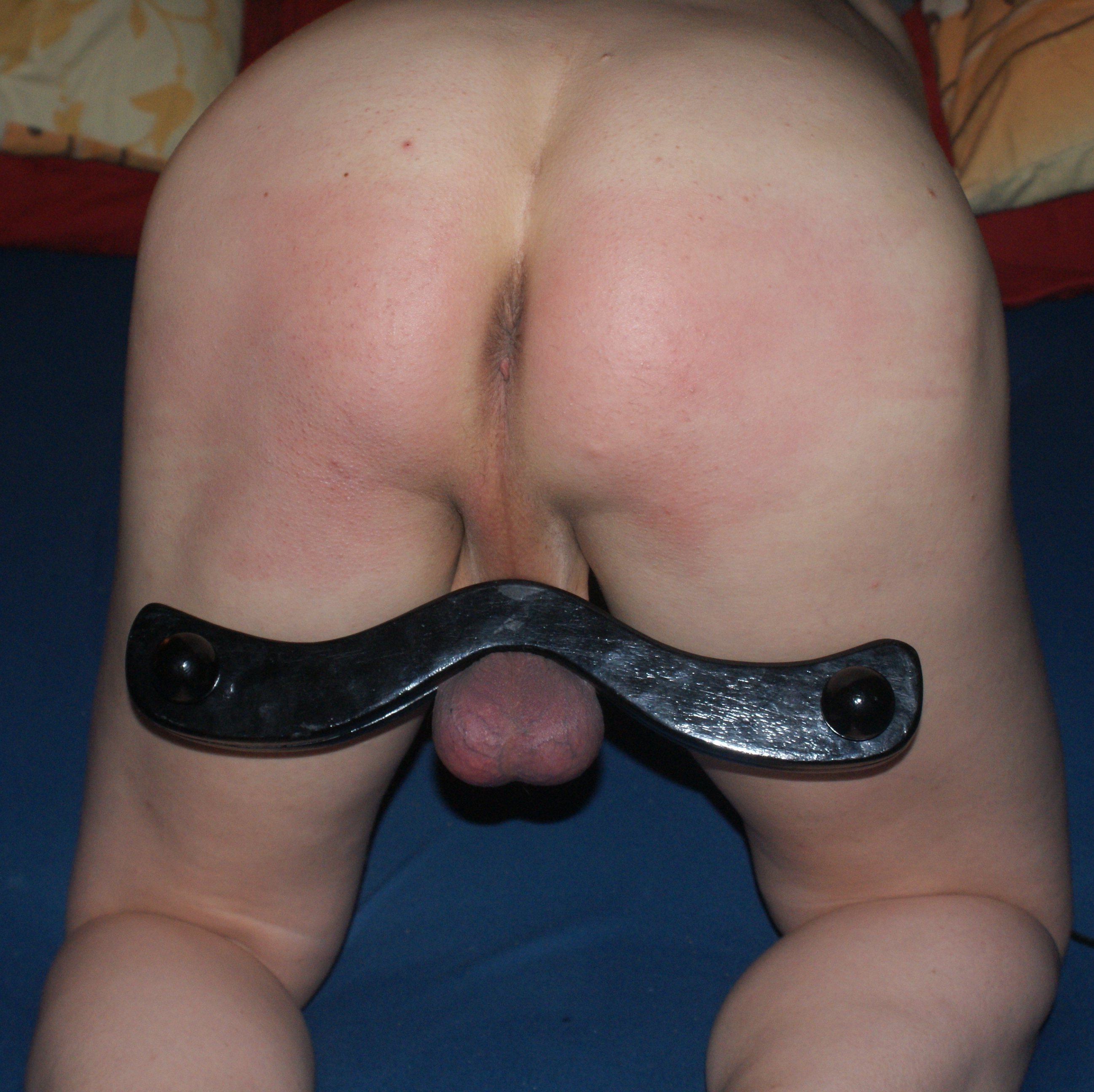
Người đàn ông cùng với dụng cụ làm nhục

Dụng cụ làm nhục là một thiết bị trói buộc cơ thể trong BDSM được dùng để khống chế sự di chuyển của một nhân vật nam ở vai phục tùng trong cảnh BDSM.
Dụng cụ làm nhục bao gồm một thiết bị quấn quanh tinh hoàn kẹp xung quanh vùng bìu dái, được đóng khung ở trung tâm một thanh đặt ngang qua hai bắp đùi tại vùng hai mông đít. Nó bắt người đeo phải giữ hai chân gập về phía trước, vì bất kỳ nỗ lực nào nhằm duỗi thẳng chân thậm chí kéo mạnh không đáng kể lên bìu dái sẽ gây nên sự khó chịu lớn.

## Dải quấn tinh hoàn (Testicle cuffs)

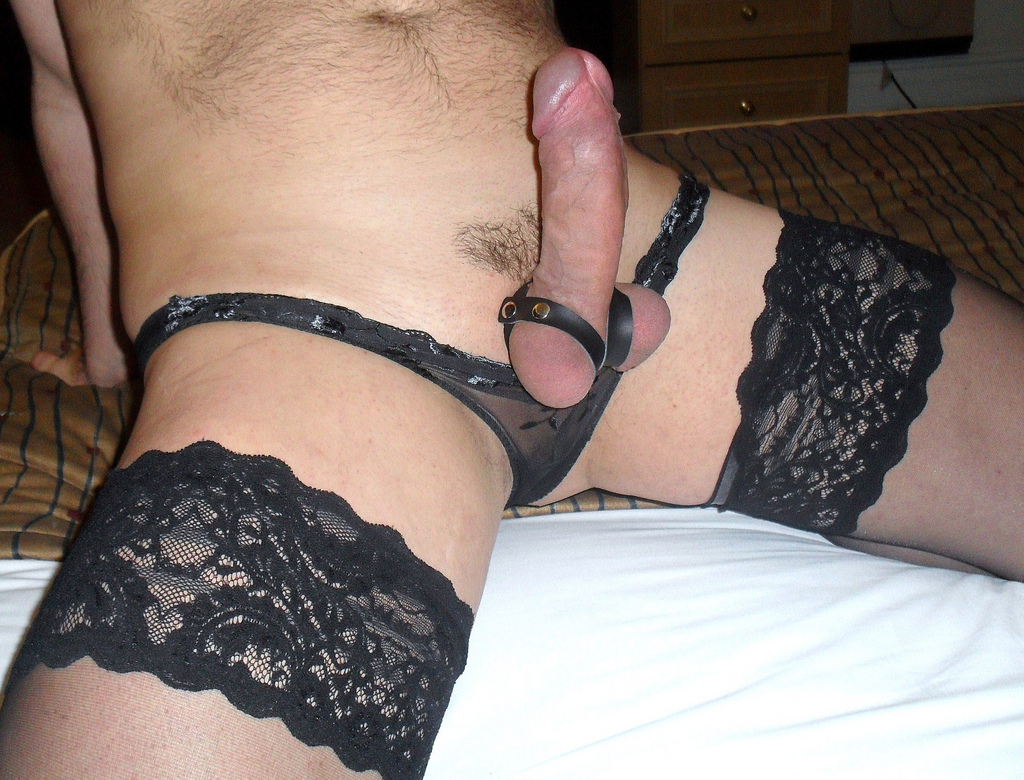
Dải quấn tinh hoàn làm bằng da

Dải quấn tinh hoàn là một thiết bị hình vòng tròn quấn xung quanh bìu dái giữa cơ thể và tinh hoàn mà khi siết chặt không cho phép tinh hoàn trượt qua nó. Kiểu thông dụng có hai dải quấn được nối với nhau, một cái quấn xung quanh bìu dái và cái kia quấn xung quanh khung dương vật. Đó chính là một trong nhiều thiết bị nhằm giam cầm bộ phận sinh dục nam. Một khóa móc tiêu chuẩn còn có thể được chốt xung quanh bìu dái; nếu không có chìa khóa thì nó không thể tháo ra được.
Một số đàn ông thụ động yêu thích cảm giác "được sở hữu", trong khi những cá nhân ở vai thống trị thích cảm giác "sở hữu" bạn tình của họ. Yêu cầu một người đàn ông như thế đeo dải quấn tinh hoàn tượng trưng cho việc cơ quan sinh dục của anh ta thuộc về bạn tình, họ có thể là nam hoặc nữ. Có một cấp độ làm nhục có liên quan, theo cấp độ nào mà họ tìm thấy được sự kích thích tình dục. Dải quấn còn có thể tạo nên phần nào của ái vật của người đeo hoặc bạn tình của anh ta.
Tuy nhiên, dưới đây là những lợi ích cao nhất của dải quấn tinh hoàn. Hơn nữa theo thường lệ, thiết bị này kéo tinh hoàn xuống và giữ chúng ở đó trong suốt quá trình kích thích, điều này có một số lợi ích như:
- Làm cho dương vật cương lên lâu hơn. Kéo tinh hoàn xuống và tách xa khỏi khung dương vật làm căng lớp da bao phủ quanh dương vật và xương mu, phô ra thêm chiều dài hay thân của dương vật mà bình thường bị ẩn khuất khỏi tầm nhìn.
- Cải thiện kích thích tình dục. Trong khi một số đàn ông có thể bị kích thích bởi cảm giác "được sở hữu" thì cảm xúc tự nhiên của việc kéo căng dây chằng khi treo tinh hoàn lơ lửng có một tác dụng tương tự thói quen thông thường hơn như kéo căng hai chân một ai đó và châm vào các ngón chân.
- Ngăn chặn việc tinh hoàn nâng lên trên quá xa đến mức chúng nằm ở ngay dưới lớp da trực tiếp gần kề khung dương vật, tình trạng này có thể rất khó chịu, đặc biệt là nếu tinh hoàn sau đó bị nén bởi cái tát của làn da trong suốt sức ép của quá trình quan hệ tình dục.
- Trì hoãn hoặc tăng cường sự phóng tinh bằng việc ngăn chặn tinh hoàn nổi lên trên như thường lệ đến "điểm không quay trở lại". Nó khó hơn nhiều để đạt đến cực khoái.

## Độ an toàn
Sự hao hụt lưu thông máu là một trong những rủi ro lớn nhất trong việc hành hạ dương vật và tinh hoàn, điều này có thể thấy với sự thiếu hụt màu sắc và bệnh phù. Trong cảnh nô lệ khi mà tinh hoàn bị buộc vào thứ gì đó thì đặc biệt nguy hiểm, làm tăng khả năng tinh hoàn bị tổn thương vì sức căng hoặc sức kéo quá mức.
Những tổn thương thông thường trong việc hành hạ dương vật và tinh hoàn là trầy da, thâm tím mình mẩy, bị cắt, xuất tinh ra máu (hematospermia). Trong nhiều trường hợp nghiêm trọng hơn, việc sưng tấy lên như khối tụ máu, u tinh dịch, u nang mào tinh hoàn sẽ xảy ra.
Những tổn thương nghiêm trọng nhất đó là vỡ tinh hoàn và xoắn tinh hoàn, sẽ phải cần đến sự chăm sóc y tế khẩn cấp.